# Le Triangle écorché
Pour plus de détails, voir Fiche technique et Distribution.
Le Triangle écorché est un film français réalisé par Pierre Kalfon, sorti en 1975.

## Fiche technique
- Titre : Le Triangle écorché
- Autre titre : J'aime mon mari... J'adore mon amant
- Réalisation : Pierre Kalfon
- Assistants réalisateurs : Alain-Michel Blanc et Pascal Blanc
- Scénario : Pierre Kalfon
- Photographie : Charlet Recors
- Son : Jean Charrière
- Musique : Humbert Ibach
- Montage : Jean-Claude Viard
- Production : Films du Berry - Les Films Number One
- Pays d'origine :  France
- Durée : 76 minutes
- Date de sortie : France, 9 avril 1975

## Distribution
- Sabine Glaser : Sabine
- Jacques Portet : Jacques
- Henri Déus : Pierre
- Frédéric Mitterrand : Claude, le majordome
- Myriam Boyer : Edmée, la bonne
- Sarah Sterling : la femme
- Victor Béniard : l'homme
- Marie Caillet